# Những ngày thơ ấu
Những ngày thơ ấu là một tập hồi ký viết về tuổi thơ đầy cay đắng và khắc nghiệt của chính tác giả, nhà văn Nguyên Hồng. Hồi ký được đăng trên báo năm 1938, xuất bản thành sách vào năm 1940.
Tác phẩm gồm 9 chương với tên gọi: Tiếng kèn, Chúa thương xót tôi, Trụy lạc, Trong lòng mẹ, Đêm Noel, Trong đêm đông, Đồng xu cái, Sa ngã, Một bước ngắn. Chương thứ 4 (Trong lòng mẹ) đã được đưa vào sách giáo khoa Ngữ văn 6 (Cánh Diều), tập 1; Ngữ văn 7 (Kết nối Tri Thức với Cuộc sống), tập 1 và sách giáo khoa Ngữ văn 8, tập 1 hiện hành.

## Cốt truyện
Tác phẩm mở đầu bằng hình ảnh một gia đình giả dối. Cha mẹ cậu bé Hồng lấy nhau do “bài tính” của hai gia đình. Giữa họ, trước và sau khi kết hôn miễn cưỡng, không hề có tình yêu. Một gia đình như vậy là nấm mồ chôn sống hai con người mà tội tình nhất là người phụ nữ. Đứa con (Hồng) chỉ là “kết quả” của một đêm nằm chung miễn cưỡng nhằm thực hiện mục đích “nối dõi tông đường” mà dòng họ yêu cầu. Không hạnh phúc và không lối thoát, người đàn ông mau chóng trở thành một kẻ nghiện rượu, rốt cuộc “bán linh hồn cho nàng tiên nâu”, sống cũng như chết. Nỗi đau khổ tận cùng dồn hết lên người phụ nữ khát khao yêu thương. Tuy mong ước hạnh phúc như vậy nhưng nét đặc trưng của người phụ nữ (nàng tên Lộc) vẫn là đức hạnh cao đẹp. Không yêu chồng nhưng chị vẫn ứa nước mắt khi thấy chồng “ôm ngực ho và rũ rượi nhổ”. Chị cắn răng chịu đựng bao cay đắng, không nói một lời oán trách khi phải chôn vùi thanh xuân bên người chồng nghiện ngập. Nhưng trong lòng chị lại có hình bóng người khác. Khi chồng chết, chị phải bỏ đi tha hương cầu thực vào Thanh Hóa để kiếm tiền trả nợ, rồi lại mang thai với một người đàn ông và bị họ hàng gán cho cái tội "chưa đoạn tang chồng đã chửa đẻ với người khác".
Hồng là một đứa bé thông minh, lanh lợi, tâm hồn trong sáng và nhạy cảm nhưng lớn lên trong một gia đình bất hạnh và đang bị cả cuộc đời vùi dập và sỉ nhục, kêu lên nỗi thèm khát mẹ và cầu cứu mẹ giúp mình: “Giá ai cho tôi một xu nhỉ? Chỉ một xu thôi! Để tôi mua xôi hay bánh khúc. Vừa đi vừa cắn, ngon xiết bao! Không! Không ai cho tôi cả, vì người ta có phải mẹ tôi đâu!”. Để có thể sống được, cậu phải tự rèn luyện mình thành một “chuyên gia đánh đáo ăn tiền”. Cậu bị họ hàng bỏ mặc cho đói rét thảm thương, bị đánh đập, và không gì làm tâm hồn cậu đau đớn bằng khi cậu bị sỉ nhục: “Hồng ơi, bố mầy chết đi, nhưng còn mẹ mầy nó dạy mầy. Cầm bằng mẹ mầy đánh đ.ĩ hay theo giai bỏ mầy lêu lổng thì đã có chúng tao!”. Cậu bé này còn bị những cực hình ở nhà trường. Ông thầy, vốn mang thái độ khinh thị với đứa trẻ “đầu đường xó chợ”, một lần thấy cậu bé Hồng nói “kệ xác mầy” với thằng bạn ngồi cạnh, lại tưởng là nói mình. Thế là ông ta thượng cẳng chân hạ cẳng tay đánh đập và chửi mắng cậu vô cùng tàn nhẫn. Sau đó ông bắt cậu quỳ ở góc lớp hết ngày này sang ngày khác, đến nỗi cậu bé đau đầu gối hết chịu nổi.

## Tiếp nhận và phê bình
Thạch Lam đánh giá bút pháp của Những ngày thơ ấu “là sự rung động cực điểm của một linh hồn trẻ dại lạc loài trong những lề lối khắc nghiệt của một gia đình sắp tàn”.